# Historia narodu polskiego

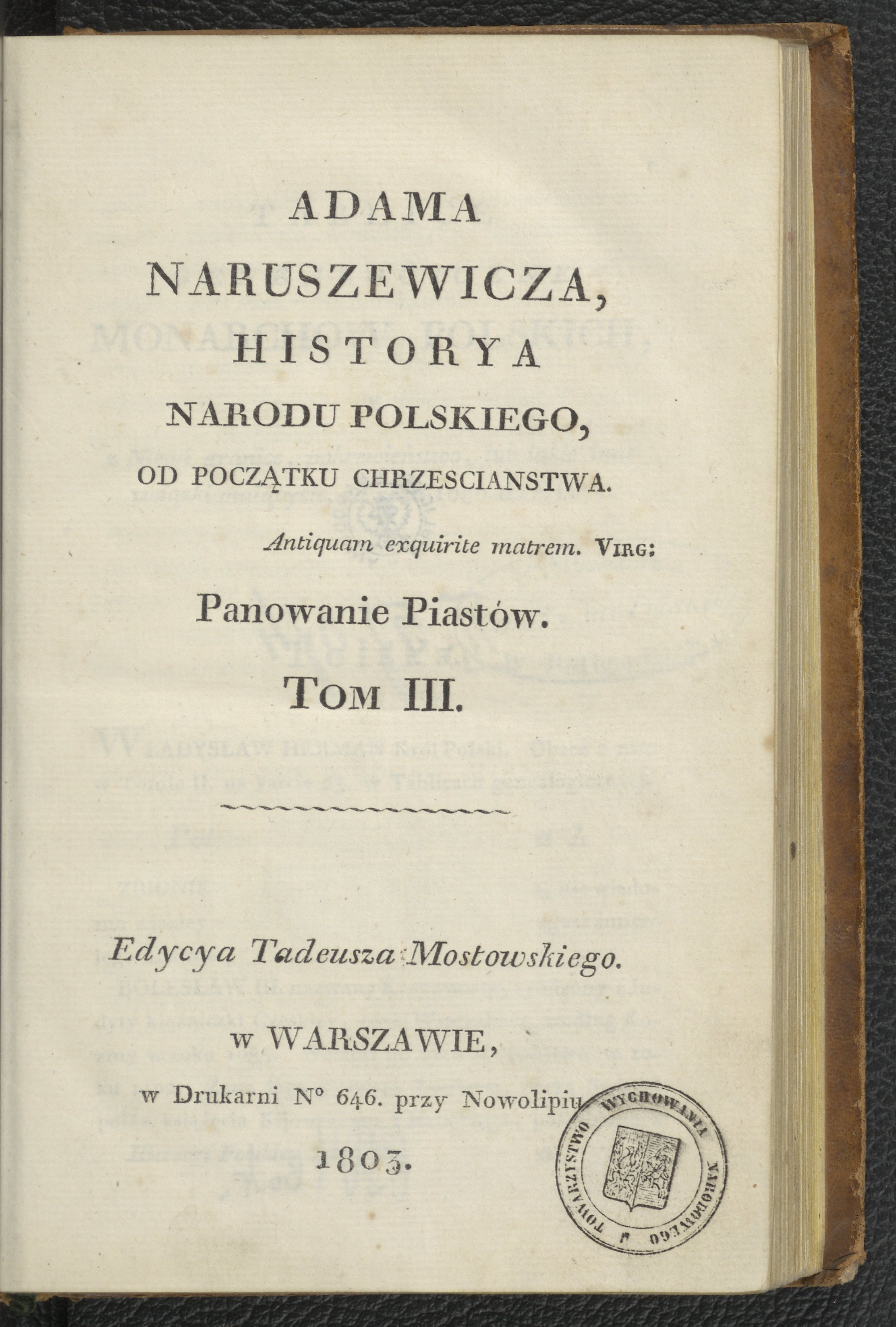
Historia narodu polskiego, obra da edição de 1803, volume III

Historia narodu polskiego é uma obra histórica em vários volumes do bispo polonês-lituano Adam Naruszewicz, considerada a primeira história moderna e acadêmica da Polônia e um trabalho altamente influente no início da historiografia polonesa. Também representou os pontos de vista do monarquismo e do rei da Polônia, Estanislau Augusto, nos intensos debates políticos da segunda metade da Polônia do século XVIII.
Foi escrito nos anos de 1776–1779, durante a era do Iluminismo na Polônia, e publicado nas décadas seguintes, este ambicioso projeto, inspirado nas obras de Voltaire, ficou inacabado, tendo em vista que Naruszewicz só completou os volumes que abrangem os tempos até o final da.Dinastia Piast, no século XIV.

## Antecedentes
A ideia de escrever uma história moderna da Polônia veio do patrono de Naruszewicz, Stanislaus Augustus Poniatowski, rei da Polônia . Após a Primeira Partição da Polônia em 1772, Poniatowski tentou reformar a enferma República das Duas Nações, uma tarefa oposta por interesses adquiridos tanto entre a nobreza polonesa quanto entre os povos da República. Em 1775, Michał Wielhorski, um dos oponentes de Poniatowski, publicou o tratado "sobre o retorno do antigo governo de acordo com as leis republicanas originais" (O przywróceniu dawnego rządu według pierwiastkowych Rzeczypospolitej ustaw), que se baseava em evidências históricas para atacar as políticas do rei. Poniatowski desejava responder na mesma moeda, com o objetivo de mostrar que, literalmente, a história estava do seu lado, e por isso escolheu Naruszewicz, seu retentor próximo e principal conselheiro da história, para essa tarefa.
Naruszewicz teve poucos predecessores para guiá-lo. A única tentativa anterior de escrever uma história da Polônia foi o trabalho do cronista do século XV, Jan Długosz, enquanto os últimos historiadores do Movimento Renascentista simplesmente reescreveram obras passadas, muitas vezes simplesmente recontando as crônicas de Długosz. Naruszewicz, um homem do Iluminismo, concordou que o trabalho anterior era obsoleto e inadequado e, em vez disso, foi inspirado por obras históricas de seus contemporâneos, como Voltaire. O objetivo do trabalho passou a ser, nas palavras do historiador John D. Stanley, "sublinhar o importante papel que a história desempenhou no Iluminismo polonês", mostrando como a história no passado pode fornecer soluções para os problemas atuais. Em 1776, o rei lhe concederia uma Ordem de Santo Estanislau por seus esforços.

## Desenvolvimento
Em seu "Memorial sobre a escrita de uma história nacional" (Memoriał względem pisania historii narodowej), escrito em 1775, Naruszewicz esboçou o projeto, enfatizando a importância inovadora de contar com materiais de arquivo, bem como a necessidade de coletá-los e organizá-los. Por vários anos, Naruszewicz dedicaria grande parte de seu tempo ao projeto. Embora tivesse vários assistentes, incluindo o próprio rei, Naruszewicz era o único autor, tendo se dado o objetivo de escrever pelo menos 500 palavras por dia e dedicar grande parte de sua rotina diária (das 8h30 às 15h) para este projeto. Inicialmente, ele trabalhou na vila de Powieć, depois voltando para Varsóvia a pedido do rei. Naruszewicz passou mais de dois anos reunindo materiais e começou a escrever o primário por volta de 1777, terminando o rascunho dos primeiros sete volumes em 1779. A essa altura, porém, Naruszewicz viria a achar o trabalho oneroso.  Ele reclamaria da falta de materiais para os últimos períodos, mas também se envolveria cada vez mais na política da República, incluindo as obras do Grande Sejm que começaram mais tarde naquela década. A série, portanto, ficou inacabado, pois Naruszewicz cobriu apenas o período até o final da dinastia Piast em 1386, com o Volume I abrangendo a era pré-histórica e os volumes II-VII, a era Piast. Ele, no entanto, continuaria compilando e organizando documentos históricos até sua morte, e seu arquivo ficou conhecido como Teki Naruszewicza (Pastas de Naruszewicz). Embora suas obras não tenham sido publicadas durante sua vida, posteriormente tornou-se um valioso arquivo para futuros historiadores, contendo documentos bem organizados, incluindo cópias de textos agora perdidos.
Os volumes começaram a ser publicados anualmente a partir de 1780, em tiragem de 1.500 exemplares; no entanto, a publicação do Volume I foi significativamente atrasada e foi publicada apenas em 1824.

## Contexto
Seguindo as melhores práticas do Iluminismo na escrita da história, Naruszewicz introduziu a periodização da história, baseada na história dinástica da Polônia: a era pré-histórica da dinastia Piast, a dinastia Jagiellonian, e o período da monarquia eletiva que ele dividiu em dois períodos, o primeiro terminando com a abdicação de Jan II Kazimierz, e o último, continuando até sua era atual. Os livros também foram divididos em volumes e capítulos baseados no modelo clássico de Tácito. Seu trabalho segue um layout cronológico rigoroso, com capítulos correspondentes a reinados e subcapítulos a anos (começando em 962), embora vários tópicos como o sistema monetário, os judeus ou os banhos de vapor tenham recebido longas notas de rodapé.
Ao lado de Poniatowski, o trabalho de Naruszewicz também defenderia a causa de uma monarquia forte, enquanto criticava fortemente a nobreza em geral e os privilégios da szlachta, incluindo a Liberdade Dourada e a eleição livre, em particular. Ele criticou a servidão, mas não pediu grandes reformas, acreditando que os maus tratos aos cidadãos refletem uma monarquia fraca e que a cura está no fortalecimento do poder real e na contenção dos excessos da nobreza. Apesar de ser um bispo católico romano, na maioria dos assuntos ele também ficou do lado do rei em vez do papado, e seguindo a tendência secularista do Iluminismo, ele se recusou a explicar a história como resultado do mandato ou intervenção divina. Ele criticou os protestantes e os ortodoxos, mas isso se deveu ao fato de ver a diversidade religiosa como um enfraquecimento do estado. Apoiador da causa polonesa no cenário internacional, Naruszewicz justificou as reivindicações polonesas ao território disputado e foi muito crítico da política alemã em relação à Polônia, mas favorável à influência cultural alemã. Naruszewicz também reconheceu que os eslavos não eram os habitantes originais das terras que habitavam no segundo milênio. Partindo do ideal do nobre selvagem, Naruszewicz considerou a era antiga como um período de barbárie selvagem. Ele rejeitou várias lendas como Lech, Czech e Rus e Krakus como contos de fadas, embora reconhecesse que alguns deles podem ser baseadas em núcleos de verdade. Ele, no entanto, aceitou a lenda da origem sármata da nobreza polonesa.
A periodização de Naruszewicz e o foco no Estado, vendo a história da Polônia como uma história do Estado polonês – seus reis, relações exteriores, guerras e tratados – seriam influentes e contestados por historiadores poloneses subsequentes. Na historiografia polonesa, há uma distinção entre a "escola de Naruszewicz", apoiando a monarquia e o forte poder central, enfatizando a centralidade do Estado para a compreensão da história polonesa, e a "escola Lelewel ", mais liberal-republicana.

## Repercussão
Naruszewicz foi elogiado por sua metodologia – confiança em fontes primárias e verificação de fatos. Seu trabalho muitas vezes reproduz fontes primárias mais curtas em sua totalidade e discute onde elas diferem em caso de contradições. Ele,muitas vezes, deixou as perguntas abertas para os leitores tirarem suas próprias conclusões. A obra Historia... foi descrito como o primeiro material acadêmico da história polonesa.